# باب بوحاجة
باب بوحاجة أو باب سيدي بوحاجة هو باب تاريخي كان يقع داخل المدينة العتيقة لسلا بالمغرب. هُدم الباب سنة 1969 بعد 6 قرون من بنائه.

## أصل التسمية
سُمّي الباب نسبة للولي الصالح الأندلسي سيدي إبراهيم بوحاجة الرندي، وهو الذي كان مُحافظ زاوية النساك خلال القرن الرابع عشر الميلادي.

## ساحة الشهداء
تعد الساحة المحيطة بباب بوحاجة من أشهر الساحات بمدينة سلا، وتسمّى «ساحة الشهداء». يعود أصل الاسم إلى يوم السبت 29 يناير 1944، عند اندلاع مظاهرات بمدينة سلا مؤيدة لإستقلال المغرب من الحماية الفرنسية، و التي عرفت استشهاد عدد من سكان المدينة بنيران القوات الفرنسية.
إيّان استقلال المغرب، تم إنشاء نصب تذكاري في ساحة باب بوحاجة يحمل أسماء 6 شهداء هم:
- المقدم الجيلالي الفيلالي
- محمد الزمراني
- محمد اخلافة
- بلال الصحراوي
- بوعزة بن العربي الحسناوي
- اخناتة الروندة